# 三苫薫
もしかして
- 三笘薫

ではありませんか？